# Pearl City
|  | Per a altres significats, vegeu «Pearl City (Illinois)». |

Pearl City és una concentració de població designada pel cens dels Estats Units a l'estat de Hawaii. Segons el cens del 2000 tenia 30.976 habitants.

## Demografia
Segons el cens del 2000, Pearl City tenia 30.976 habitants, 8.921 habitatges, i 7.289 famílies La densitat de població era de 2399,82 habitants per km².
Dels 8.921 habitatges en un 25,2% hi vivien nens de menys de 18 anys, en un 63,9% hi vivien parelles casades, en un 12,3% dones solteres, i en un 18,3% no eren unitats familiars. En el 14,9% dels habitatges hi vivien persones soles el 6,6% de les quals corresponia a persones de 65 anys o més que vivien soles. El nombre mitjà de persones vivint en cada habitatge era de 3,17 i el nombre mitjà de persones que vivien en cada família era de 3,48.
Per edats la població es repartia de la següent manera: un 18,8% tenia menys de 18 anys, un 13,8% entre 18 i 24, un 27,1% entre 25 i 44, un 23,2% de 45 a 64 i un 17,1% 65 anys o més.
L'edat mediana era de 37,0 anys. Per cada 100 dones hi havia 115,2 homes. Per cada 100 dones de 18 o més anys hi havia 117,29 homes.
La renda mediana per habitatge era de 62.036 $ i la renda mediana per família de 67.246 $. Els homes tenien una renda mediana de 30.712 $ mentre que les dones 28.408 $. La renda per capita de la població era de 21.683 $. Aproximadament el 4,0% de les famílies i el 6,2% de la població estaven per davall del llindar de pobresa.

## Poblacions properes
El següent diagrama mostra les poblacions més properes.